# Kirkwoodova mezera

Kirkwoodovy mezery

Kirkwoodovy mezery

Kirkwoodovy mezery jsou mezery v hlavním pásu planetek, které vznikají působením rezonančního vlivu Jupiteru. Dostane-li se planetka do Kirkwoodovy mezery, vytlačí ji odtud v krátkém čase působení gravitační síly Jupiteru. Nazvány byly na počest jejich objevitele D. Kirkwooda, který je popsal v roce 1874.
V jedné z mezer s hlavní poloosou 2,50 AU se nachází malé množství asteroidů patřících do skupiny Alinda. Jejich oběžná perioda je 3,95 let a vykonají 3 oběhy během jednoho oběhu Jupitera (z toho důvodu se tato situace nazývá dráhová rezonance) 3:1. Excentricita jejich oběžných drah se pomalu zvětšuje a nakonec se rozpadnou kvůli jejich přílišnému přiblížení k planetě Jupiter.
Největší Kirkwoodovy mezery mají tyto hlavní poloosy:
- 2,06 AU (4:1 rezonance)
- 2,5 AU (3:1 rezonance), domov skupiny Alinda
- 2,82 AU (5:2 rezonance)
- 2,95 AU (7:3 rezonance)
- 3,27 AU (2:1 rezonance), domov skupiny Griqua

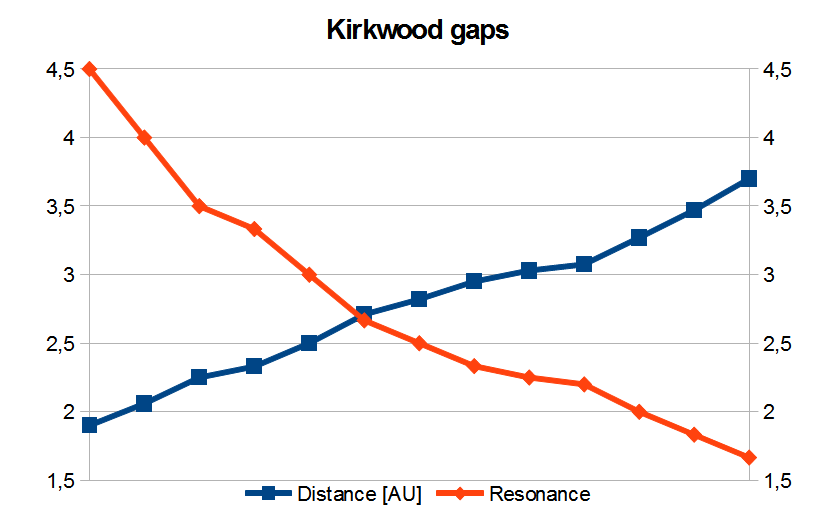
Srovnání dráhové rezonance a vzdálenosti v AU

Slabší nebo užší mezery:
- 1,9 AU (9:2 rezonance)
- 2,25 AU (7:2 rezonance)
- 2,33 AU (10:3 rezonance)
- 2,71 AU (8:3 rezonance)
- 3,03 AU (9:4 rezonance)
- 3,075 AU (11:5 rezonance)
- 3,47 AU (11:6 rezonance)
- 3,7 AU (5:3 rezonance)